# أفق 7
أفق 7 هو قمر تجسس إسرائيلي انتجته الصناعات الجوية الإسرائيلية (IAI) وأطلق في 11 يوليو 2007 من قاعدة بلماخيم الجوية جنوب تل أبيب على متن الصاروخ شافيت.
القمر الصناعي أفق 7 هو أحد سلسلة أقمار أفق الإسرائيلية. ويتحرك هذا القمر البالغ وزنه 300 كجم على ارتفاع ما بين 200 إلى 500 كم عن سطح الأرض.
وسينضم هذا القمر إلى سلفه القمر أفق 5 في التجسس على إيران وسوريا والمفاعل النووي الجزائري. علماً بأن القمر أفق 6 قد فشلت محاولة إطلاقه سبتمبر 2004.
القمر يمر فوق سوريا وإيران والجزائر كل 90 دقيقة، وينقل صوراً أكثر دقة من تلك التي يستطيع أن يلتقطها القمر إيروس بي (Eros B) والذي تم إطلاقه في أبريل 2006، علماً بأن هذا الأخير قادر على تصوير أجسام على الأرض قطرها حتى 70 سنتيميتر. القمر إيروس بي مملوك مدنياً لكن الجيش الإسرائيلي يستفيد منه عبر تعاقدات.